# Jacob van Campen
Jacob Van Campen (Haarlem, 2 de febrero de 1596-Randenbroek (Amersfoort), 13 de septiembre de 1657) fue un pintor y arquitecto barroco neerlandés.

## Biografía

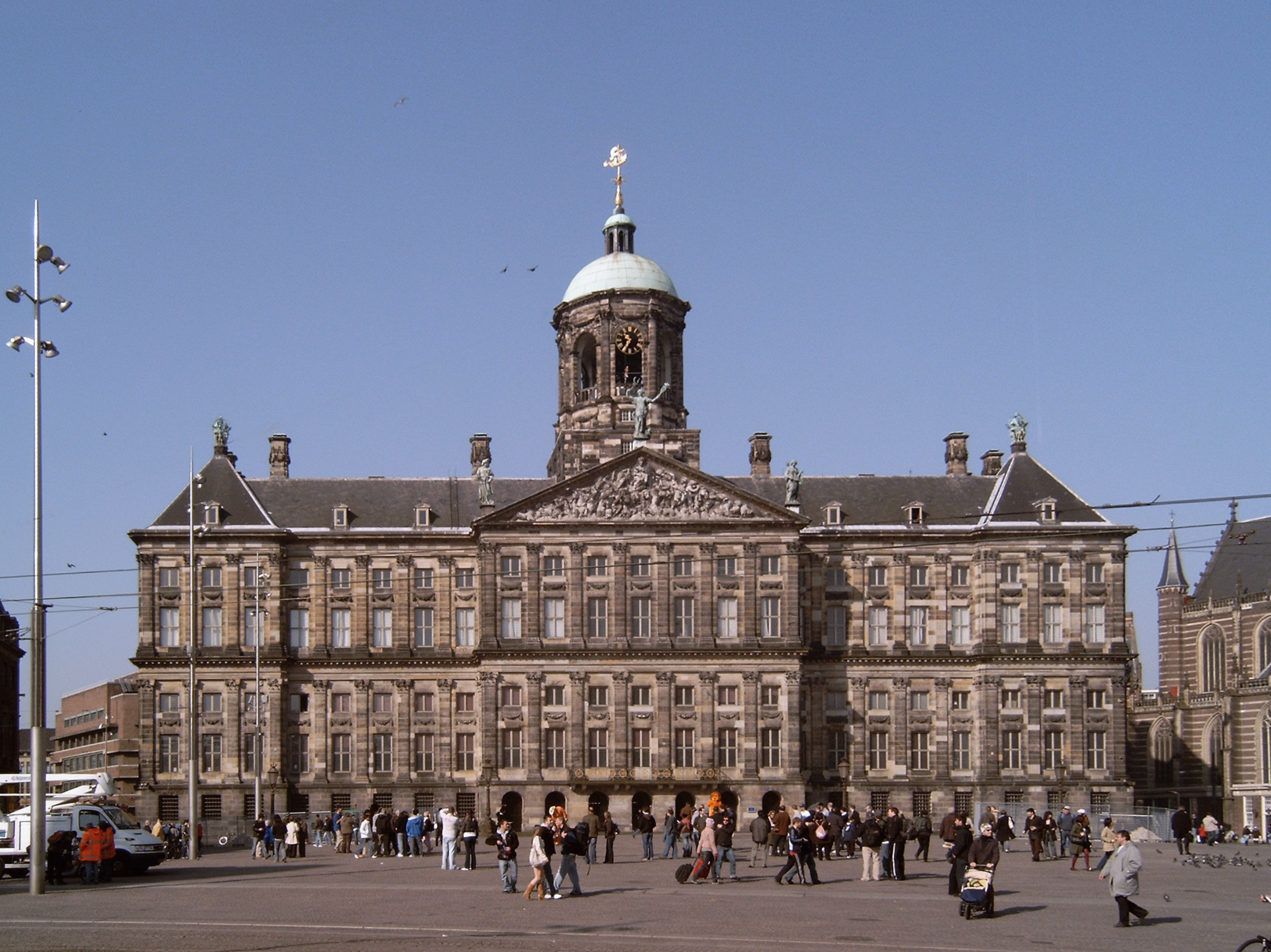
Palacio Real, Ámsterdam.

Hijo de Gerritge Claes Jansz Berendr y el comerciante Pieter Jacobsz. Como las familias de ambos progenitores eran ricas y burguesas, van Campen tuvo buenas conexiones en el mundo empresarial y cultural de Ámsterdam y Haarlem.
Van Campen comenzó su carrera como pintor. Nada se sabe acerca de su formación. Se cree que estuvo durante mucho tiempo estudiando con Frans Pietersz. de Grebber (1573–1649), varios biógrafos del siglo XVIII y del siglo XIX especularon con la idea de que hubiese recibido enseñanzas de Peter Paul Rubens. En 1614 Van Campen se registró como maestro pintor en el Gremio de San Lucas de Haarlem. Su padre murió un año después.
Hacia 1616 y hasta 1620 fijó su residencia en Italia, donde tuvo la oportunidad de ponerse en contacto con los holandeses caravaggistas que se encontraban todavía en Roma.
En Italia estudió la obra de Andrea Palladio (1508-1580), Vincenzo Scamozzi (1548-1616) y Vitruvio (80-70 antes de Cristo-después del año 15 antes de Cristo) entre otros y llegó a desarrollar un estilo clásico de los Países Bajos. Su estilo doméstico era sereno y sin pretensiones y alcanzó una influencia considerable, especialmente en Inglaterra.

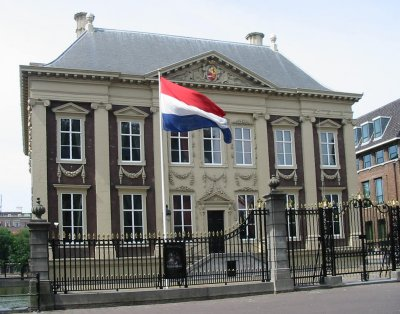
Mauritshuis, La Haya.

Tras la muerte de su madre en 1625, Jacob, al ser el hijo mayor, heredó el señorío familiar, Randenbroek, cerca de Amersfoort. Muchos documentos posteriores se refieren a él como "Señor de Randenbroek».
No se sabe si se mudó a la finca de inmediato, pero sí que la utilizó como su residencia desde principios de los años 30 del siglo XVII.
Aunque nunca se casó, Van Campen tuvo un hijo, Alexander Van Campen.
Tras una larga carrera, van Campen murió en 1657 en su residencia de Randenbroek y fue enterrado allí. Él la había ampliado y las decoraciones las había realizado Caesar van Everdingen (1617-1678).

## Carrera

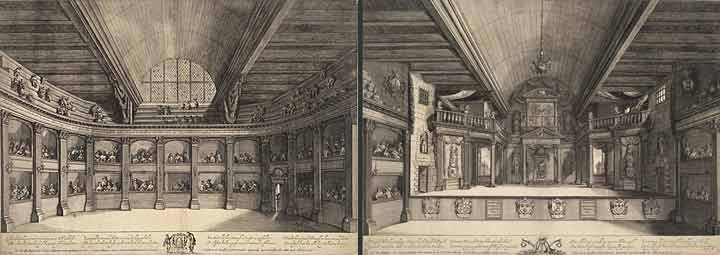
Diseños del Teatro de Ámsterdam.

En 1625, Jacob van Campen recibió su primer encargo de diseñar un edificio en Ámsterdam, un símbolo triunfal de la ciudad durante su gran período conocida como Coymans. El edificio fue ricamente decorado, Artus Quellinus I (1609-1668) dirigió un equipo de escultores, y Rembrandt (1606-1669) fue uno de los pintores. Fue el primero de muchos proyectos importantes, que logró en parte gracias a las influencias de sus familiares.
También diseñó el primer teatro de los Países Bajos, el Stadsschouwburg de Ámsterdam.
Su comisión más prestigiosa fue el Ayuntamiento, actual Palacio Real, en la Plaza Dam, Ámsterdam, cuya primera piedra se colocó en 1648. Durante su construcción, Van Campen vivió en casas muy caras en el cercano Kalverstraat y gastó sin preocupaciones. En 1654, sin embargo, van Campen abandonó el proyecto tras una disputa con los alcaldes de Ámsterdam, probablemente en relación con el diseño de las bóvedas., y regresó a Randenbroek. Daniel Stalpaert (1615-1676) continuó con el Ayuntamiento, pero su conclusión del proyecto, demuestran una menor fineza que los diseños de Van Campen.

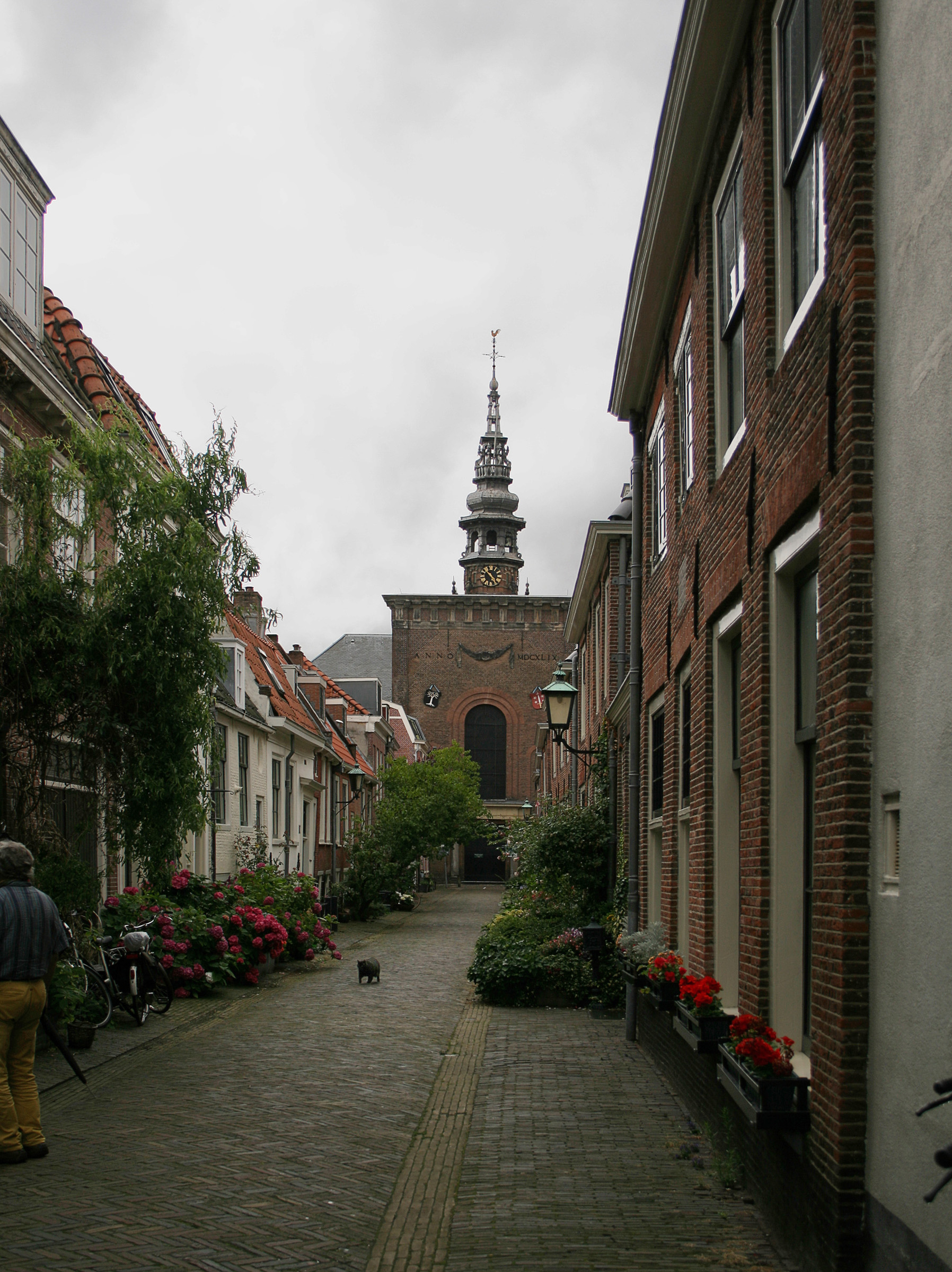
Iglesia Nueva, Haarlem.

Su amistad con Constantijn Huygens (1596-1687), inició en 1632, también le trajo numerosas comisiones. Van Campen asistió Huygens en la construcción de su propia casa (1634-1637), y diseñó el Mauritshuis (1634-1644) de Juan Mauricio príncipe de Nassau-Siegen (1604-1679), con quien también tuvo una relación amistosa. A través de Huygens, que fue secretario del estatúder Federico Enrique de Orange-Nassau (1584-1647), van Campen recibió la comisión del tribunal. Él diseñó la decoración de varios palacios pertenecientes al estatúder y, en colaboración con Huygens, supervisó la decoración del Salón de Orange en la villa real en las afueras de La Haya, el palacio Huis ten Bosch desde 1647 hasta 1652.
Van Campen también se mantuvo activo como pintor, uno de sus principales proyectos fueron los lienzos realizados para el Huis ten Bosch. Perteneció al equipo, junto a Jacob Jordaens (1593-1678) y Jan Lievens (1607-1674), que trabajó en la decoración del palacio Huis ten Bosch. Su obra existente actualmente es pequeña, aunque, parece ser que no fue prolífico en este campo. Sus primeras obras, en particular, reflejan una afinidad con las pinturas de la escuela de Utrecht, de lo que se deduce que van Campen tuvo que relacionarse con los artistas de Utrecht, aunque no hay constancia de que haya vivido allí. Sus pinturas y decoraciones murales (como los del Palacio Huis ten Bosch), muestran cierta similitud con los trabajos de Paulus Bor, (1601 - 1669, uno de los fundadores del grupo de pintores autodenominados Bentvueghels).

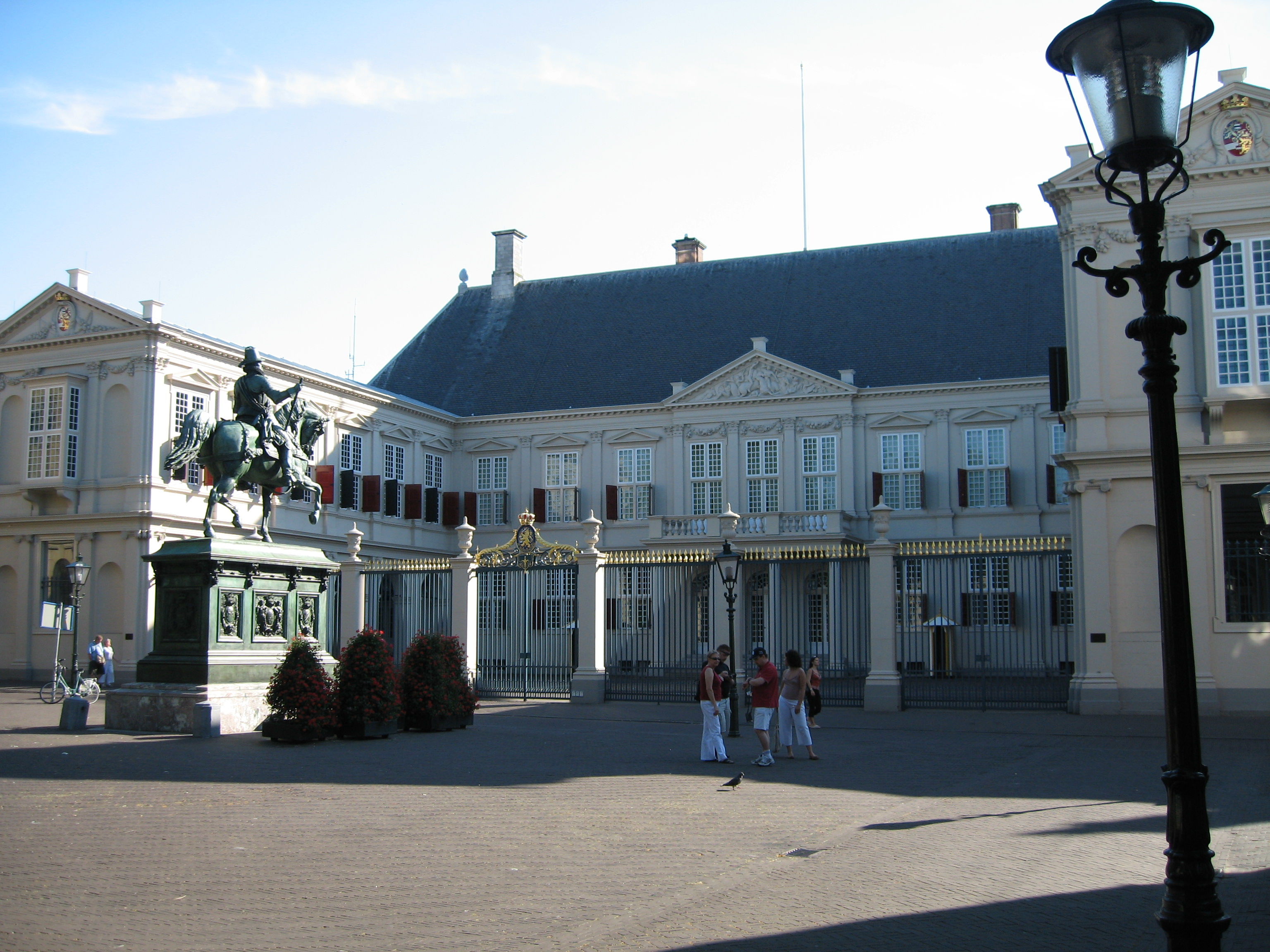
Palacio Noordeinde, La Haya.

Su obra maestra es el Mauritshuis (actualmente sede de la Real Galería Pictórica) en La Haya, donde, con Pieter Post (1608-1669), también diseñó el palacio real, de Huis ten Bosch (1645). Sus otros trabajos incluyen la Iglesia Reformada (Hervormde Kerk) en Renswoude, provincia de Utrecht (1639-1641) y la barroca Nieuwe Kerk (Nueva Iglesia, o la Iglesia de Santa Ana), Haarlem (1645 - 9).
Fue uno de los líderes de un grupo de arquitectos que creó un estilo arquitectónico restringido adaptado al clima político y social de los Países Bajos. Jacob van Campen fue el fundador y uno de los principales representantes del clasicismo neerlandés. Trabajó como arquitecto, escultor y pintor, incluso construyó un órgano en la iglesia de Alkmaar, el cual decoró Caesar van Everdingen.

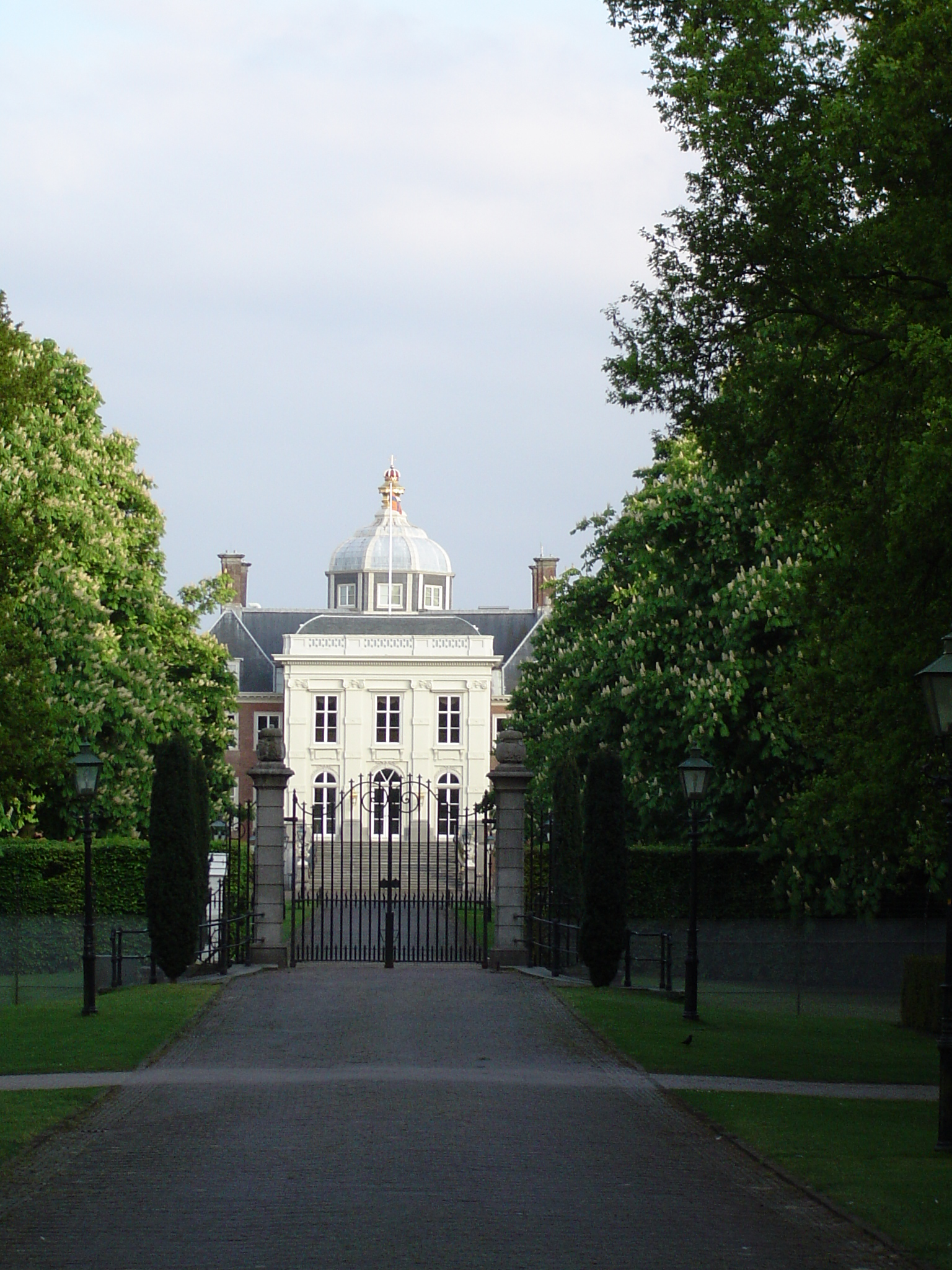
Palacio real Huis ten Bosch, La Haya.

La obra de van Campen, incluso después muerto, tuvo gran influencia en Johan Maurits van Nassau-Siegen, el diseñador de los jardines de Cléveris, y, en Federico Guillermo I de Brandeburgo. Este último para poseer uno de los libros de van Campen, gastó una fortuna. El ayuntamiento y el palacio de la ciudad de Potsdam están en deuda con las ideas de van Campen. De los diseños de las Iglesias de Haarlem, Renswoude y Hooge Zwaluwe, Pieter Janzs Saenredam (1597-1665) realizó tres pinturas y ocho grabados.
Fue asistido en su labor por Pieter Post, Daniel Stalpaert (1615-1676), Matthias Withoos (1627-1703), Philips Vingboons (sobre 1607-1678), Artus Quellinus I (1609-1668), Tielman van Gameren (1632-1706) y Rombout Verhulst (1624-1698).

## Obras arquitectónicas

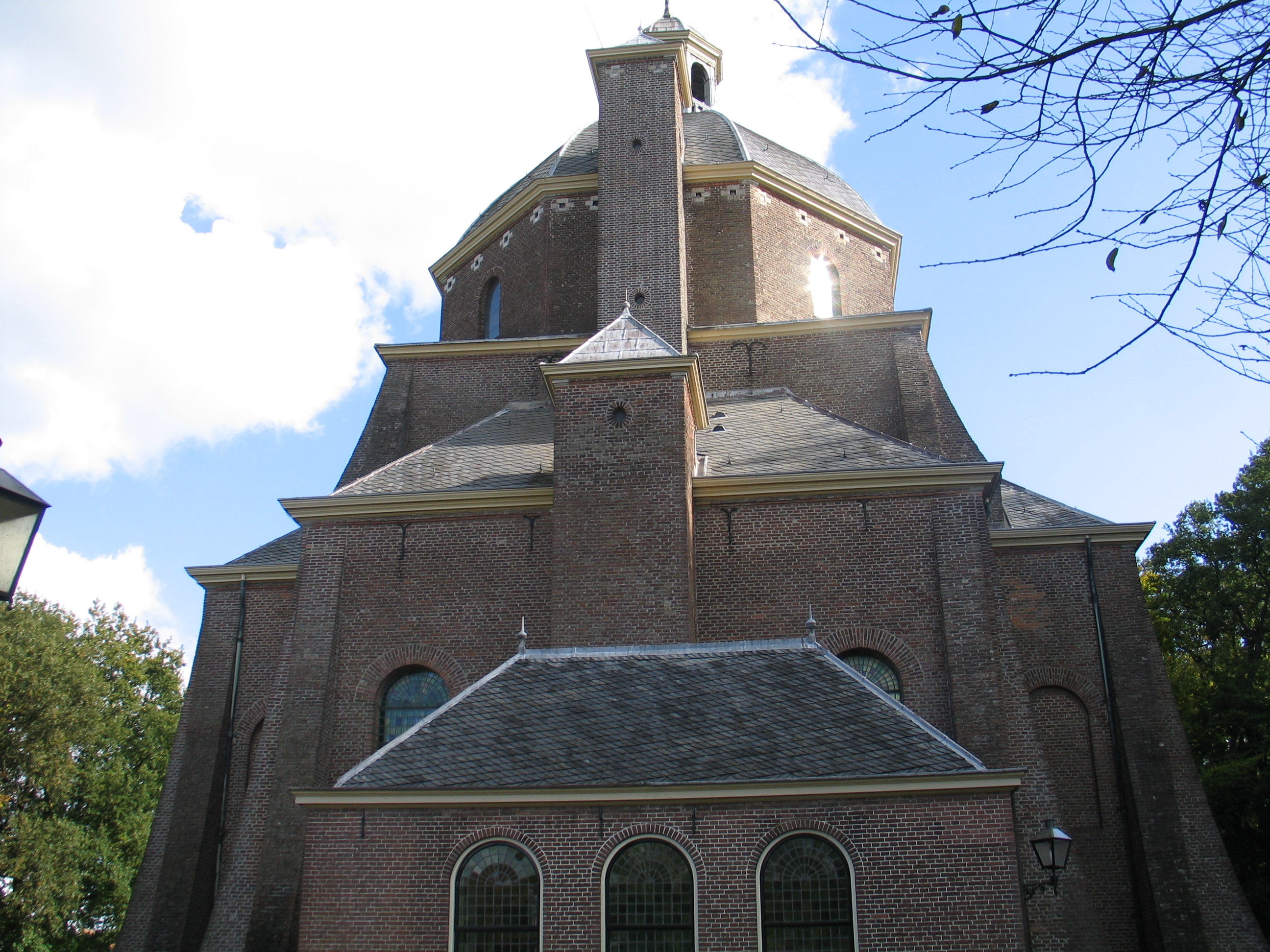
Iglesia de Renswoude.

- El palacio Real, Ámsterdam. Concebido para ser el ayuntamiento de la ciudad, perfecto en sus proporciones y en el mensaje dirigido al espectador. Su fuerza recae sobre sus estrictas y perfectas proporciones y en una decoración muy sobria. Los críticos detestan la sencilla entrada sin escaleras.
- Se sospecha que:
  - Realizó las reformas de la Casa Museo de Rembrandt en la Avenida Judía de Ámsterdam.
  - Diseñó el castillo Drakensteyn en Baarn.
- Mauritshuis en La Haya (1633).
- Teatro de van Campen (1638), Ámsterdam, basado en el ejemplo del Teatro Olímpico de Vicenza.
- Palacio Noordeinde, un palacio real en La Haya (1640).
- Iglesia de Renswoude.
- Iglesia de Hooge Zwaluwe.
- Nieuwe Kerk, Haarlem.
- Diseñó puertas y rejas.

## Obras pictóricas
- Mercurio, Argos e Io (década de los 30 del siglo XVII), Mauritshuis, La Haya.
- El juicio final, Iglesia de San Jorge, Amersfoort.
- Decoraciones del Salón de Orange del Palacio Real Huis ten Bosch, La Haya.